# 伊藤杏菜
伊藤 杏菜（いとう あんな、1995年12月3日 - ）は、愛知県大府市出身の元女子自転車ロードレース選手である。

## 概要
選手であった父の影響で3歳の頃から自転車を乗りはじめ、7歳で全日本BMX選手権大会で4位入賞、小学校低学年の頃はロードのレースに出場していた。中学生時代はバドミントン部に入り自転車競技の世界からは離れていた。愛知県立大府東高等学校入学を機に、球技より持久力系のスポーツが得意だったのでロードレース界にカムバックした。高校時代は実業団チームへ所属しレース出場していた。
自転車レースに出場することを仕事とする「プロ」と言えるレベルには達していないので、大府の実家居住時代はフィットネスクラブとパン店でのアルバイトを掛け持ちし、宇都宮移住後はチームスポンサー企業で働きながら選手活動をしている。
選手としての高いモチベーション維持と成長に難しさを感じ、2019年10月19日のジャパンカップサイクルロードレースオープンレースおよびウィメンズクリテリウムをもって現役を引退した。10月20日開催のジャパンカップアフターパーティにて引退セレモニーも行われた。

## 来歴
2011年
- バイクナビGP2時間エンデューロウーマンソロ 優勝[1]
- ツール・ド・ジャパン西湖ステージ女子 3位[1]

2012年
- 第16回全日本選手権個人タイムトライアルロードレース 女子ジュニア 優勝[1]
- ツール・ド・ジャパン西湖ステージ女子 優勝[1]

2013年
- Jフェミニンツアー JBCF 群馬CSCロードレースDay2 優勝[1]
- 10月5日 Jプロツアー 第14戦 第17回 JBCFいわきクリテリウム 女子 優勝[1][4]

2014年
- 中京大学へ進学[1]

2016年
- Live GARDEN Bici Stelleへ移籍[1]
- 鴨川クリテリウム 優勝[1]

2017年
- 9月 第7回JBCFタイムトライアルチャンピオンシップ女子 優勝[1]
- 舞州タイムトライアル 優勝[1]
- 舞州クリテリウム 優勝[1]
- 10月 ジャパンカップ・サイクルロードレース オープンレース 7位[1]

2018年
- 1月27日 チーム本拠地の栃木県宇都宮市に移住[1]。

2019年
- 10月19日 ジャパンカップ2019ウィメンズクリテリウム 1周目スプリント賞[5]